# Montreal
Montreal (en francés: Montréal; pronunciación en francés: /mɔ̃.ʁe.al/ (escucharⓘ), pronunciación en inglés: /ˌmʌn.tɹiˈɒːl/ (escucharⓘ)) es la mayor ciudad de la provincia de Quebec, en Canadá, y la segunda más poblada del país después de Toronto. Se sitúa en la isla del mismo nombre entre el río San Lorenzo y la Rivière des Prairies. Es uno de los principales centros industriales, comerciales y culturales de Norteamérica.
Montreal es la cuarta ciudad francófona más poblada del mundo, detrás de París, Kinshasa y Abiyán; fue la segunda ciudad francófona por siete décadas (tras sobrepasar a Marsella) hasta 1987, cuando fue superada en población por la capital congoleña, Kinshasa. Sin embargo, Montreal también tiene una gran comunidad anglófona y un creciente número de personas cuyo idioma materno no es ni el francés ni el inglés.
La palabra «Montreal» es la versión arcaica, en francés antiguo, de «Mont-Royal» (cuando «royal» se decía y se escribía «real», sin acento, como en castellano), un monte localizado en la ciudad, en el centro de la isla. Antiguamente, Montreal se llamaba Ville-Marie (Montreal).
Montreal es uno de los centros culturales más importantes de Canadá, puesto que acoge varios acontecimientos nacionales e internacionales. Entre ellos, podemos citar el festival Juste pour Rire, uno de los mayores festivales de humor del mundo, el Festival de Jazz de Montreal, uno de los mayores festivales de jazz del mundo y el Grand Prix de Montréal. La ciudad, en total, acoge más de setenta eventos internacionales al año. Montreal también fue sede de los Juegos Olímpicos de Verano de 1976.
La población de Montreal es una de las que mejor formación tiene en el mundo, poseyendo la mayor concentración de estudiantes universitarios per cápita de toda Norteamérica. La ciudad posee cuatro universidades —dos francófonas y dos anglófonas— y doce facultades. Es un centro de la industria de alta tecnología, especialmente en el área de medicina y de la industria aeroespacial.
Fundada en 1642 cuando se llamaba Ville Marie, Montreal fue una de las primeras ciudades de Canadá (En ese entonces, Nueva-Francia). Desde entonces y hasta la década de 1960, fue el principal centro financiero e industrial de Canadá, así como la mayor ciudad del país. Considerada hasta entonces la capital económica de Canadá, también era considerada una de las ciudades más importantes del mundo. Sin embargo, durante la década de 1970, la anglófona Toronto le arrebató el puesto de capital financiera e industrial del país. En 2001, los 27 municipios de la isla de Montreal fueron fusionados con la ciudad de Montreal. En 2004, tras los resultados de otro referéndum, 15 de estos municipios nuevamente volvieron a ser ciudades independientes.[cita requerida]
En el ámbito mundial la ciudad es sede de tres organizaciones internacionales: la Organización de Aviación Civil Internacional, la Asociación Internacional de Transporte Aéreo y la Agencia Mundial Antidopaje.

## Historia
El lugar donde se asienta la ciudad de Montreal estuvo habitado por nativos algonquinos, hurones e iroqueses durante miles de años antes de la llegada de los primeros europeos. Los ríos y lagos de la región estaban llenos de peces que servían como alimento a los nativos, además de que eran eficientes rutas de transporte.

### Periodo colonial

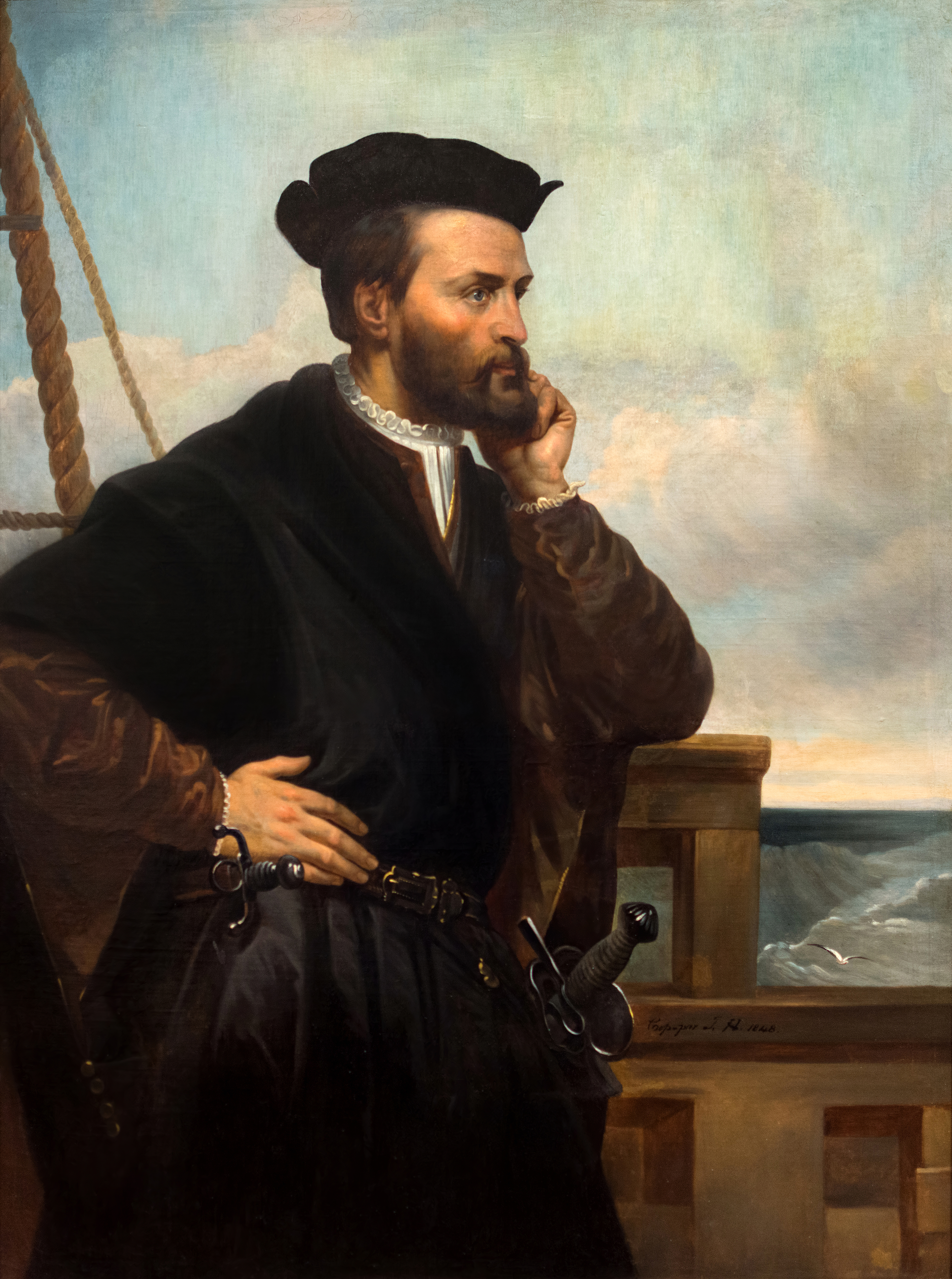
Jacques Cartier

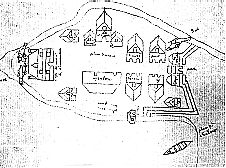
Montreal hacia 1647.

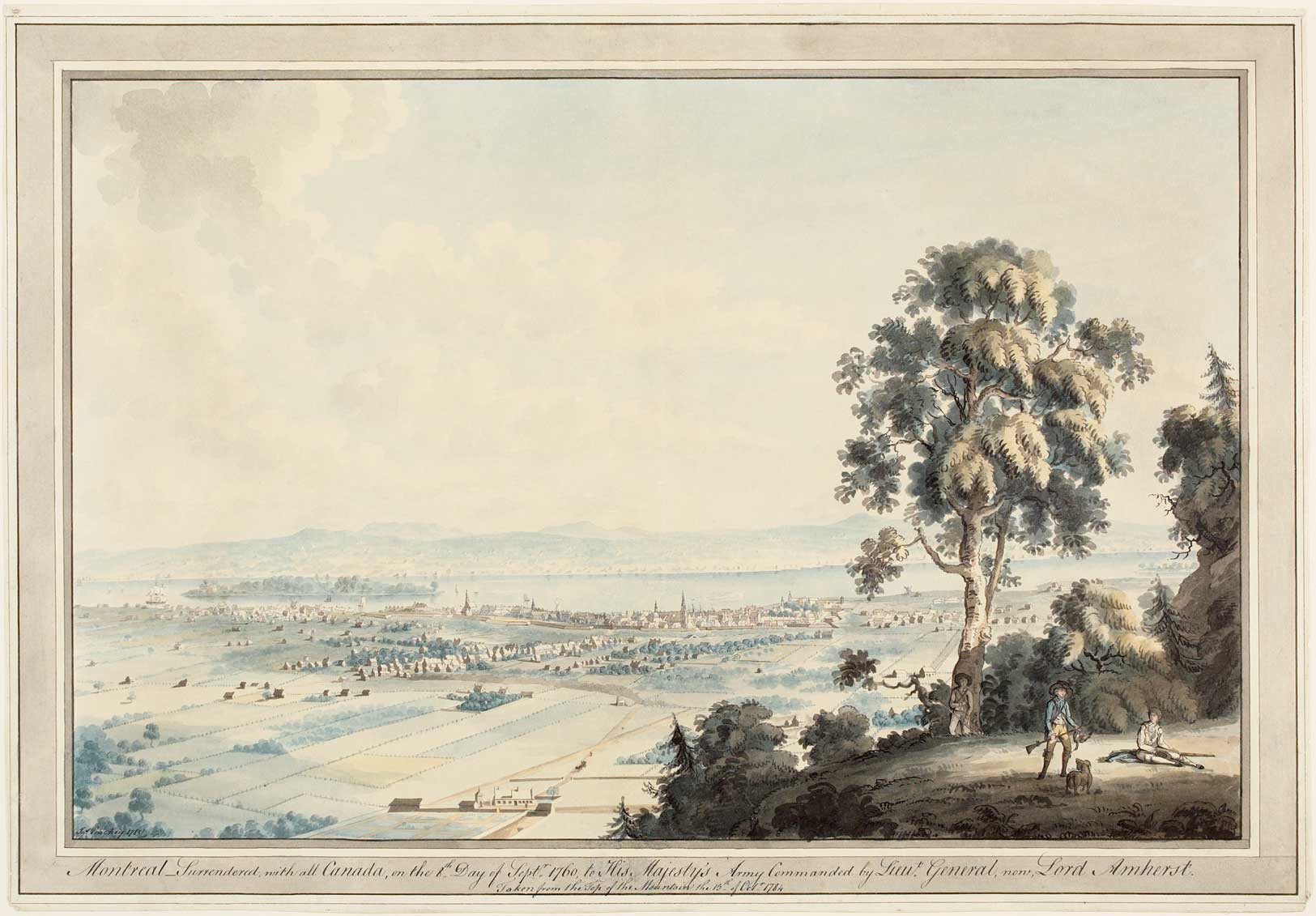
Ilustración de Montreal en 1784.

El primer europeo en pisar la actual ciudad de Montreal fue Jacques Cartier, que había navegado el Río San Lorenzo arriba, en 1535. Debido a que oyó rumores en una aldea iroquesa, donde actualmente está localizada la ciudad de Quebec, de que existía oro en la Isla de Montreal, e impedido de continuar su explotación río arriba dadas las Cataratas de Lachine (geográficamente al sur de Montreal), Cartier, exploró la isla, avistando una aldea iroquesa, Hochelaga, donde vivían aproximadamente mil nativos.
La aldea estaba localizada al pie del Monte Royal. Entonces Cartier clavó una cruz (2 de octubre), la primera de una serie, en honor al rey Francisco I de Francia, que había patrocinado la excursión de Cartier. Para infelicidad del navegante francés, lo que los nativos habían descrito como un "metal brillante" no pasaba de cuarzo, o tal vez pirita (el "oro de los tontos").
Samuel de Champlain fue a la isla de Montreal dos veces, en 1603 y 1611, casi un siglo después de Cartier. Por aquel entonces, Hochelaga ya había sido abandonada por los iroqueses.
En 1639, el recaudador de impuestos Jérôme Le Royer creó una compañía, en París. Su objetivo era la colonización de la actual isla de Montreal. En 1641, la compañía envió a un grupo de misioneros cristianos dirigidos por Paul Chomedey de Maisonneuve, cuyo objetivo principal era evangelizar a los nativos locales. En 1642, el grupo misionero, compuesto por cerca de 50 personas, desembarcó en la isla y construyó un fuerte, estableciendo la Villa María de Montreal (Ville Marie de Montréal).
Los iroqueses atacaban continuamente el fuerte, esperando destruir el entonces rentable comercio de pieles que mantenían los franceses con los algonquinos y hurones, rivales de los iroqueses. A pesar de estos ataques, Montreal prosperaba como centro católico de comercio y venta de pieles, así como de base central para la explotación de otras regiones de la Nueva Francia (regiones de América del Norte que formaban parte del imperio francés). A comienzos del siglo XVIII, la pequeña Ville-Marie pasó a ser llamada Montreal. Entonces tenía una población de aproximadamente 3500 habitantes.
Montreal fue tomada por fuerzas armadas británicas en 1760, durante la Guerra franco-india (1754-1763), y pasó definitivamente a control británico en 1763 dada la decisión francesa de mantener la isla de Guadalupe, en el Tratado de París.
Fue ocupada temporalmente por tropas de las Trece Colonias durante la Guerra de Independencia de los Estados Unidos en 1776. Benjamin Franklin y otros diplomáticos americanos intentaron conseguir el apoyo de los canadienses francófonos a causa de la independencia de las Trece Colonias americanas contra los británicos, pero sin éxito. En junio de 1776, con la llegada de tropas británicas, los americanos retrocedieron.
A comienzos del siglo XIX, Montreal tenía aproximadamente 9000 habitantes, cuando los inmigrantes venidos de Escocia comenzaron a instalarse en la ciudad. Aunque solo constituían un pequeño porcentaje de la población de la ciudad, fueron esenciales para la construcción del Canal de Lachine en 1825, que permitió la navegación de grandes barcos por el río, haciendo de la pequeña Montreal uno de los principales centros portuarios de América del Norte. Los pioneros escoceses también crearon el primer puente que conectaba la isla al continente, el primer centro comercial de la ciudad, vías férreas, y el Banco de Montreal, el primer banco de Canadá, y actualmente uno de los mayores del país.
Fue la capital de la provincia colonial del Canadá entre 1844 y 1849, y centro de una explosión económica que atrajo a muchos inmigrantes de lengua inglesa, como irlandeses, escoceses e ingleses. Esto hizo a la ciudad, por un corto período, predominantemente anglófona, hasta la llegada de más inmigrantes franceses en las décadas de 1840 y 1850. Este acelerado crecimiento convirtió a Montreal en la capital económica y cultural de Canadá. La ciudad pasó de 16 000 a 50 000 habitantes entre 1825 y 1850.

### De 1867 a la década de 1940

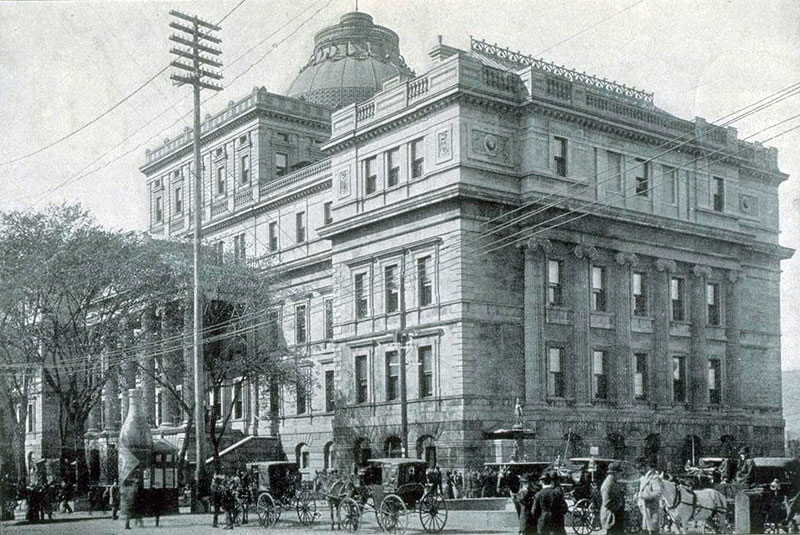
Palacio de Justicia de Montreal, 1880.

El crecimiento de la ciudad, tanto en términos económicos como demográficos (la ciudad alcanzó los 100.000 habitantes a finales de la década de 1860, de los cuales la mitad eran de origen francés) continuaba. La importancia y la prosperidad económica de la ciudad aumentaron cuando se construyó la primera vía férrea transcontinental, que enlazaba Montreal con Vancouver, en la Columbia Británica, y otras ciudades importantes en el interior. Hacia el cambio de siglo, Montreal había alcanzado aproximadamente 270 000 habitantes.
En la Primera Guerra Mundial, en la cual Canadá luchó del lado de la Triple Entente y los Estados Unidos, los habitantes anglófonos de la ciudad apoyaron al gobierno. Los habitantes francófonos, en cambio, no tuvieron el mismo entusiasmo. En 1917, dada la insuficiencia de soldados, el alistamiento forzado de cualquier persona elegible para luchar en la guerra causó varias revueltas en Montreal, alejando a la población anglófona y francófona una de la otra.
Tras la Guerra, con la prohibición de las bebidas alcohólicas en Estados Unidos, Montreal se convirtió en un paraíso para los ciudadanos estadounidenses en busca de alcohol. La ciudad ganó el infame apodo de Sin City (Ciudad del Pecado), gracias a la venta de bebidas alcohólicas, al juego y a la prostitución.
A pesar de haber sido duramente alcanzada por la Gran Depresión económica de los años 30, Montreal continuó desarrollándose, con la construcción de varios rascacielos Entre ellos, el Edificio Sun Life, el más alto de la Commonwealth Inglesa por un cierto período.
La Segunda Guerra Mundial y el alistamiento forzoso de personas, trajeron de nuevo problemas de índole cultural entre anglófonos y francófonos. Esta vez, sin mayores consecuencias que la prisión de Camillien Houde, entonces alcalde de la ciudad, que incentivó a los habitantes de Montreal a ignorar la causa del gobierno canadiense en la guerra, exhortando al no alistamiento en la misma.

### Desde 1950

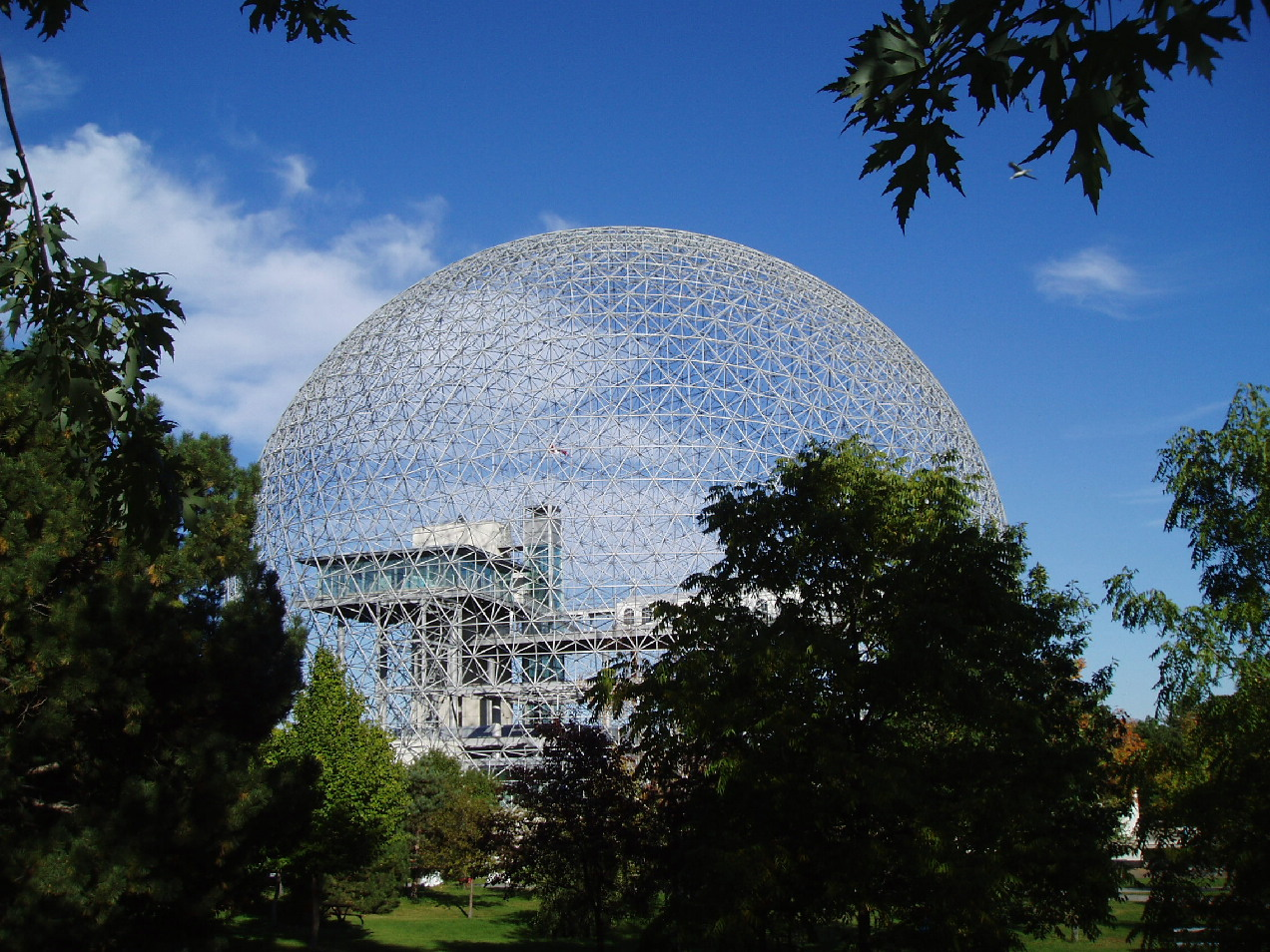
La Biosphère de Montreal, una de las atracciones principales de la Expo 1967.

Hacia 1951, la ciudad de Montreal alcanzó el millón de habitantes. Jean Drapeau fue elegido alcalde de la ciudad en 1954, estando en el cargo hasta 1957, y, después, de 1960 hasta 1986, habiendo iniciado durante su mandato grandes proyectos como un sistema de metro, una ciudad subterránea, la expansión de la bahía portuaria, la inauguración del canal navegable del río San Lorenzo y la construcción de modernos edificios de oficinas en el centro de la ciudad.
Montreal fue el centro del crecimiento del nacionalismo quebequés, que creció hasta el comienzo de los años 70. En 1967, Montreal fue sede de la Exposición Universal de 1967. Conocida popularmente como Expo 67, una exposición de carácter universal que coincidió con el centenario de la independencia de Canadá. La Expo 67 fue una de las mayores ferias internacionales jamás realizadas, además de haber sido el escenario de un famoso discurso del entonces presidente francés, Charles de Gaulle, en el cual expresaba su apoyo a los nacionalistas quebequeses, causando así ciertas tensiones en las relaciones franco-canadienses.
Montreal organizó los Juegos Olímpicos de 1976, que endeudaron profundamente a la ciudad (una deuda del orden de mil millones de dólares canadienses), debido a gastos no controlados y a la corrupción. Esta deuda generada se acabó de saldar en 2006.
El crecimiento del nacionalismo quebequés tuvo como consecuencia la aparición de actos terroristas, perpetrados en la ciudad por extremistas entre 1963 y 1970. La aprobación de la Ley 101 por el gobierno de Quebec, en 1977, que limitaba el uso del inglés y otros idiomas que no fuesen el francés en la política, el comercio y en los medios de comunicación, fueron factores decisivos, que causaron el alejamiento de comerciantes y empresas internacionales —que fueron mudándose paulatinamente hacia Toronto— y la disminución del número de inmigrantes instalados en la ciudad.
En los primeros años del siglo XXI, tuvo lugar la reorganización de Montreal. Así, en 2001 la ciudad se fusionó con las otras 26 ciudades que ocupaban la Isla de Montreal, formando una única ciudad. En 2002, se concedió un referéndum a las ciudades que habían sido fundidas con Montreal, pudiendo votar a favor o en contra de la fusión. De acuerdo con los resultados de la votación, 15 de las antiguas ciudades recuperarían su independencia el 1 de enero de 2006.
Montreal, el mayor centro urbano de Canadá y principal centro comercial e industrial del país desde los inicios de la historia moderna de Canadá, fue superado, en número de habitantes e importancia económica, por la ciudad de Toronto (Toronto y sus cinco distritos de la época, que actualmente componen juntos la ciudad de Toronto), en la provincia de Ontario, entre la década de 1970 y 80. Las buenas condiciones económicas de la ciudad permitieron los actuales avances en la infraestructura de la ciudad (expansión del sistema de metro hacia la ciudad vecina de Laval y la construcción de un anillo vial en torno a la isla de Montreal). Actualmente está en marcha la revitalización de varios barrios degradados.

## Administración

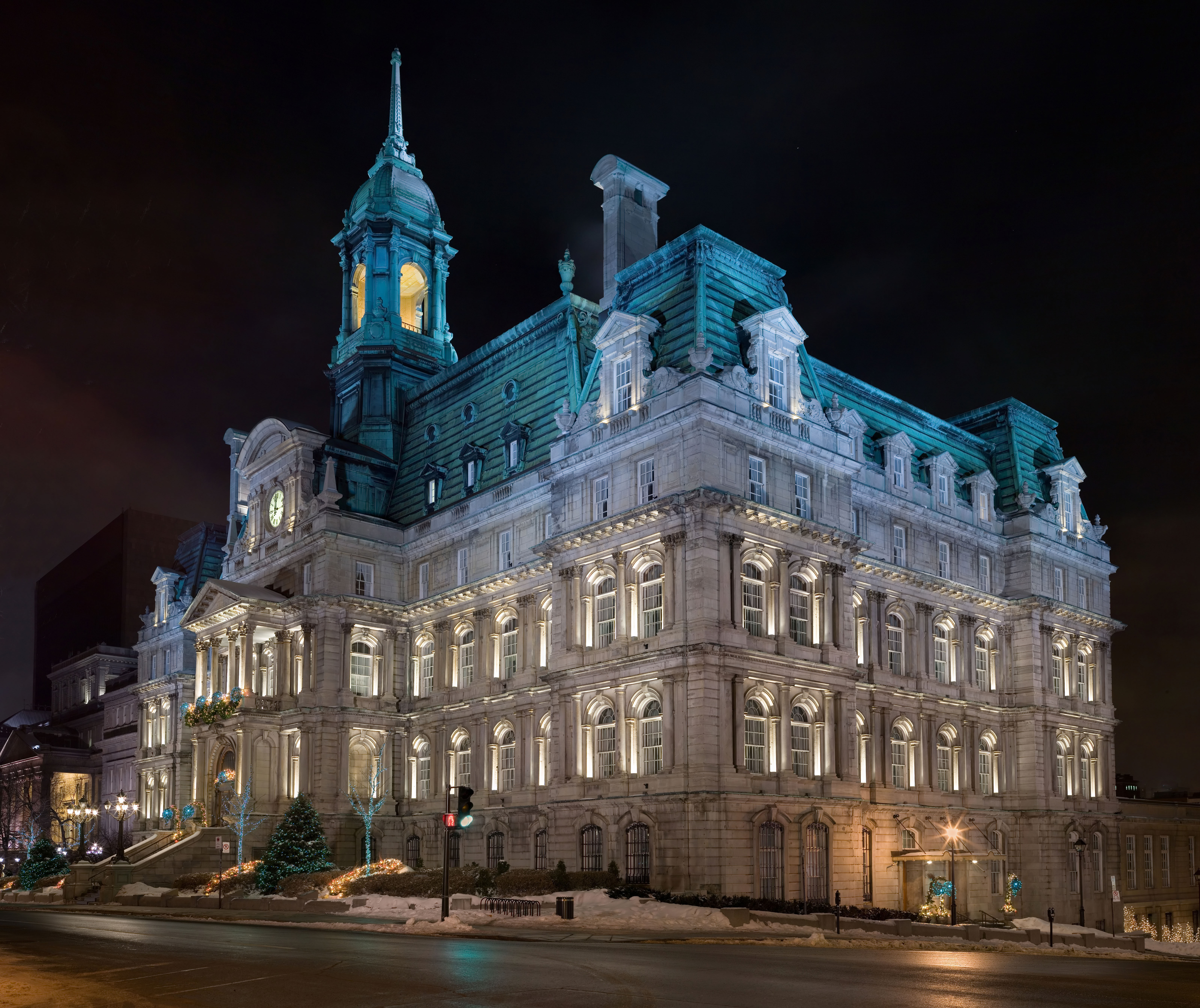
Ayuntamiento de Montreal

### Consejo municipal
La ciudad de Montreal está administrada por el alcalde y el Consejo Municipal de Montreal, que está compuesto por 73 miembros. Los habitantes de la ciudad eligen al alcalde. La ciudad está dividida en 73 distritos municipales diferentes. La población de cada distrito elige a un candidato, que actuará como representante del distrito en el consejo municipal, durante un mandato de 4 años de duración. El alcalde de la ciudad es el principal administrador del gobierno de la ciudad, supervisando y orientando los departamentos de la ciudad. El consejo municipal, por su parte, discute y aprueba diferentes proyectos, así como el presupuesto anual.
El consejo municipal es el principal órgano administrativo de la ciudad de Montreal. El consejo posee más poder que el alcalde. El consejo tiene órgano jurisdiccional en varios dominios, incluyendo la seguridad pública, los cambios intergubernamentales, el medio ambiente, el urbanismo y ciertos programas de subvenciones. El consejo de la ciudad se encarga de supervisar o aprobar ciertas decisiones de los consejos de los distritos.

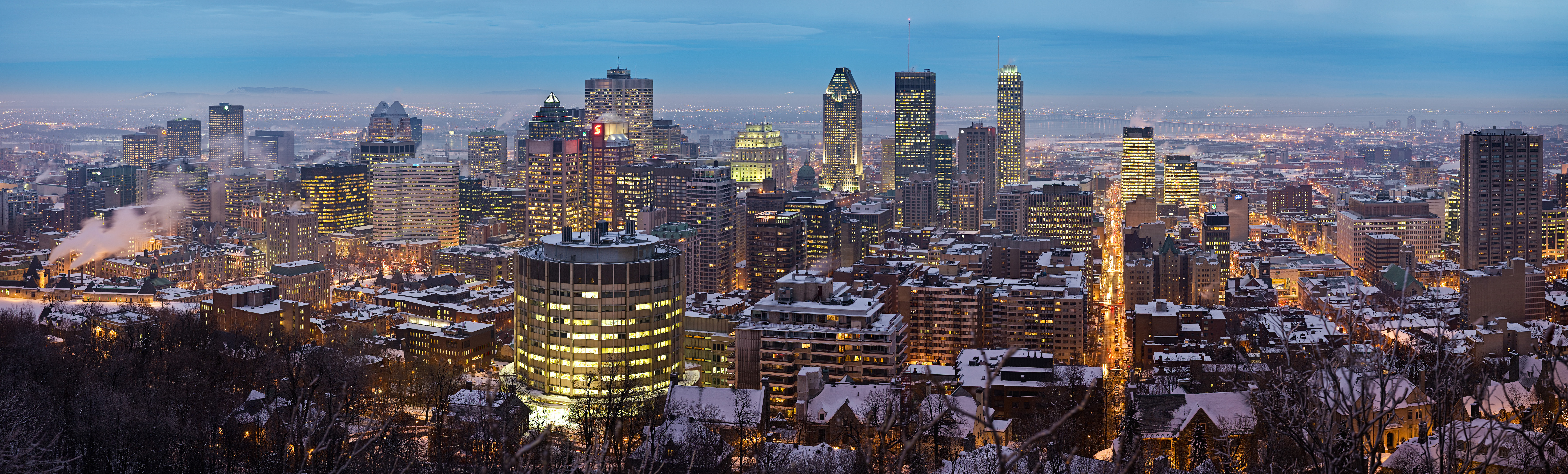

El consejo municipal opera siete comisiones. Las comisiones del consejo son responsables de las relaciones públicas y de la recepción de comentarios, sugestiones y críticas ligadas al consejos municipal. Son sobre todo órganos de consulta, y no poseen ningún poder administrativo en la ciudad. La principal función de las comisiones del consejo es la de informar y favorecer la participación de los ciudadanos en debates públicos relacionados con la administración de la ciudad, e informar a la población sobre los miembros del consejo municipal, y los candidatos a ser miembros de este consejo en las elecciones municipales. Cada comisión está formada de siete a nueve miembros elegidos (con excepción de un representante del gobierno de Quebec) e incluye un presidente y un vicepresidente.

### El Consejo ejecutivo y los Consejos de distrito
Montreal también posee un consejo ejecutivo, cuya función es la preparación de diversos documentos, como el presupuesto o las normativas municipales sujetas seguidamente al juicio del consejo de ciudad. Tales documentos implican principalmente la concesión de contratos, subvenciones, gestión de los recursos humanos y financieros, abastecimiento y los edificios municipales.
Montreal está dividida en 27 barrios diferentes (no confundir con las 27 antiguas municipalidades existentes anteriores a la fusión de 2001, el mismo número de ambas es solo una coincidencia). Cada una de estas ciudades posee sus propios consejos administrativos, los consejos de distrito. La función de los 27 consejos de distrito de la ciudad de Montreal es la planificación urbana, la recogida de basura, el mantenimiento y vigilancia de los establecimientos culturales y de ocio, el desarrollo comunitario, los recursos humanos, la prevención de incendios, la gestión financiera y las tarificaciones no fiscales de los respectivos distritos.
Cerca del 40 % de la renta de la ciudad proviene de los impuestos cobrados a propiedades. El resto de los fondos municipales proviene de tasas cobradas a los establecimientos comerciales y al consumo de agua, así como de fondos provenientes de la provincia de Quebec.
| Partido                          | Iniciales | Fundación           | Gobierno   | Alcaldes | Alcaldes de distrito | Consejeros municipales | Consejeros de distrito | Total de electos |
| -------------------------------- | --------- | ------------------- | ---------- | -------- | -------------------- | ---------------------- | ---------------------- | ---------------- |
| Union Montréal                   | UCIM      | 2001                | 2002 - […] | 1        | 16                   | 34                     | 33                     | 84               |
| Parti Vision Montréal            | VM        | 1994                | 1994-2002  | -        | 3                    | 8                      | 5                      | 16               |
| Projet Montréal                  | PM        | 2005                | -          | -        | -                    | 1                      | -                      | 1                |
| Parti Éléphant Blanc de Montréal | PÉBM      | 8 de agosto de 1989 | -          | -        | -                    | -                      | -                      | 0                |

## Geografía y entorno

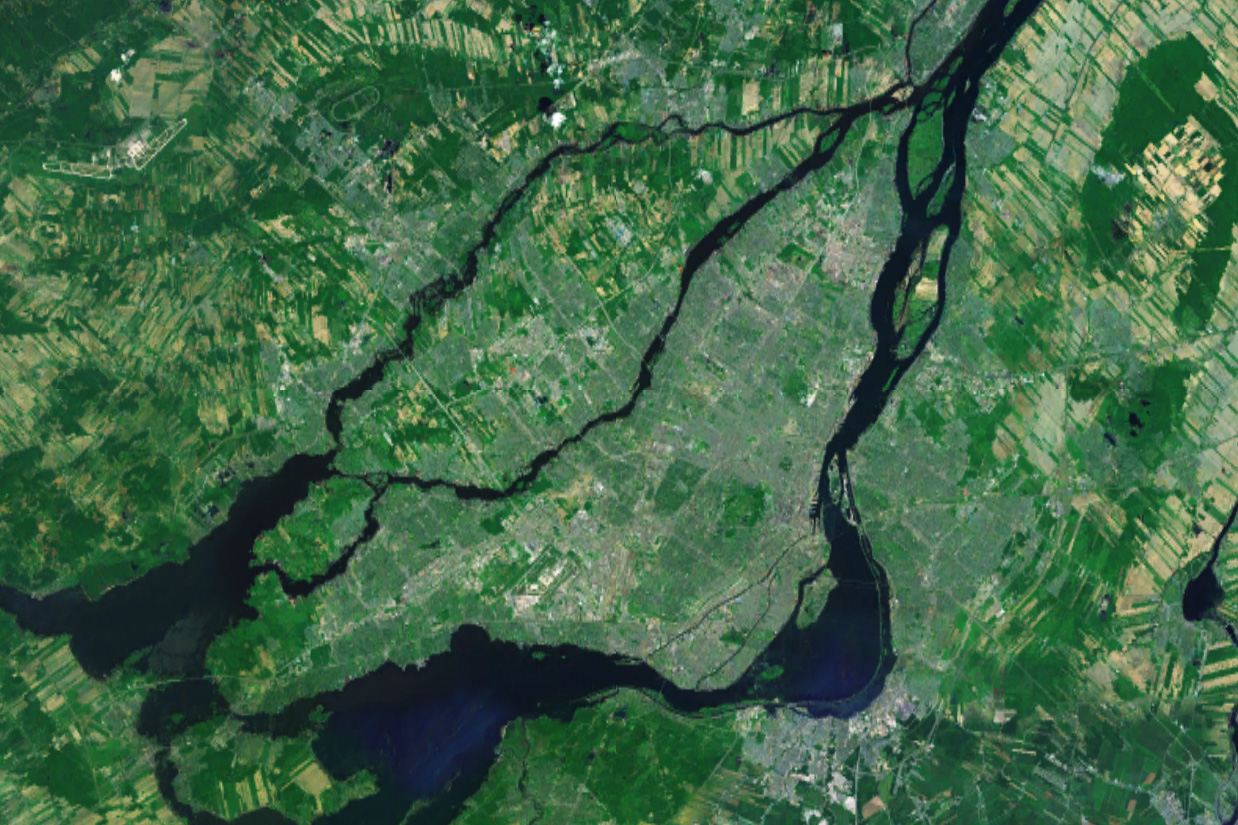
Vista de satélite del archipiélago de Hochelaga

La ciudad se localiza en la Isla de Montreal, en el río San Lorenzo, e incorpora un total de 74 islas menores localizadas cerca de la Isla de Montreal. Se localiza a 75 km al este de la provincia canadiense de Ontario, a 150 km al este de la capital del país, Ottawa y a aproximadamente 200 km al suroeste de la capital de la provincia, la Ciudad de Quebec. Las coordenadas geográficas de Montreal son 45°28′ N y 73°45′ O; la altitud media de la ciudad es de 57 metros, siendo de 23 metros a orillas del río de San Lorenzo.
La Isla de Montreal tiene 50 km de longitud por 16 km de ancho, en su máxima extensión, y un área de 482,84 km². Por estar en una posición oblicua, los habitantes de la ciudad han adquirido una manera poco corriente de describir direcciones en la ciudad: el «norte» de la ciudad corresponde en realidad a la dirección nordeste en la brújula magnética; el «sur» de la ciudad, al suroeste magnético, el «este» de la ciudad, al sureste magnético, y el «oeste» de la ciudad, al noroeste magnético.
Existe también en Montreal la llamada ciudad subterránea, que son una serie de túneles que se extienden por gran parte de la ciudad en los cuales la población se resguarda de las duras condiciones climáticas, sobre todo en el invierno. Es la estructura de este tipo más grande del mundo, y a través de ella se puede acceder a tiendas, centros comerciales, oficinas y hoteles.

### Distritos
Los distritos de Montreal (en francés arrondissements) son un total de 19 territorios que componen la ciudad de Montreal.
- Ahuntsic-Cartierville
- Anjou
- Côte-des-Neiges–Notre-Dame-de-Grâce
- Lachine
- LaSalle
- Le Plateau-Mont-Royal
- Le Sud-Ouest
- L'Île-Bizard–Sainte-Geneviève
- Mercier–Hochelaga-Maisonneuve
- Montréal-Nord
- Outremont
- Pierrefonds-Roxboro
- Rivière-des-Prairies–Pointe-aux-Trembles
- Rosemont–La Petite-Patrie
- Saint-Laurent
- Saint-Léonard
- Verdun
- Ville-Marie
- Villeray–Saint-Michel–Parc-Extension

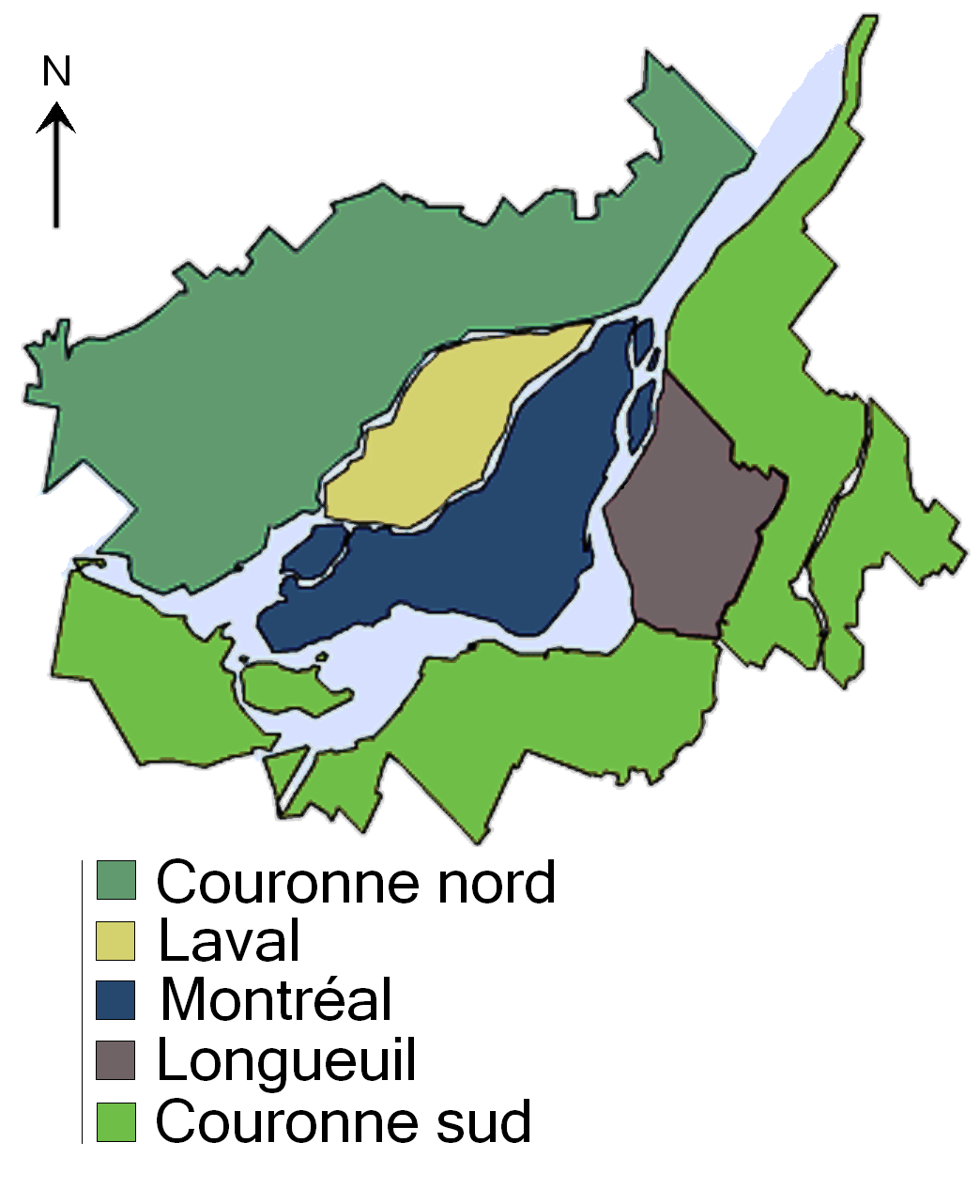
Gran Montreal.

Además de la división legal de la ciudad en distritos, Montreal posee distintos barrios (quartiers) bien delimitados. En su mayoría, se trata de antiguos municipios anexados a Montreal o representan sectores específicos de la ciudad. Tal es el caso del Monte Royal y sus alrededores, la petite Italie, el Quartier international de Montréal y el Vieux-Montréal entre otros.

### Región metropolitana
Montreal es el centro de una región metropolitana conocida como Gran Montreal, que se extiende por un radio de aproximadamente 40 km de la ciudad. La metrópolis de Montreal es la segunda más poblada de Canadá, y la décima más poblada de América del Norte.
La Comunidad Metropolitana de Montreal (Communauté Métropolitaine de Montréal) es el órgano público encargado de la planificación, coordinación y financiación de desarrollo económico, transporte público, recogida de basuras, etc, en esta región metropolitana, que comprende 3839 km² y cuenta con 4 027 100 habitantes. El presidente de la Comunidad Metropolitana de Montreal es el alcalde de la ciudad de Montreal.
| Ciudades que componen la Región Metropolitana de Montreal |
| En la Isla de Montreal - Baie-d'Urfé - Beaconsfield - Côte-Saint-Luc - Dollard-Des Ormeaux - Dorval - Hampstead - L'Île-Dorval (la menor ciudad de Canadá, con 5 habitantes permanentes) - Kirkland - Montréal-Est - Montréal-Ouest - Mont-Royal - Pointe-Claire - Sainte-Anne-de-Bellevue - Senneville - Westmount El área de las 15 ciudades juntas es de aproximadamente 134 km², y su población total, de aproximadamente 160 000 habitantes. Estas 15 ciudades fueron separadas de Montreal el 1 de enero de 2006, de acuerdo con los resultados del referéndum de 2004, y son de nuevo ciudades independientes. |
| En las islas de la región - Laval - L'Île-Perrot - Notre-Dame-de-l'Île-Perrot - Pincourt - Terrasse-Vaudreuil |
| En la margen norte del río San Lorenzo - Blainville - Boisbriand - Mirabel - Repentigny - Sainte-Thérèse - Terrebonne |
| En la margen sur del Río San Lorenzo - Kahnawake - Brossard - Candiac - Châteauguay - Longueuil - Boucherville |

### Clima

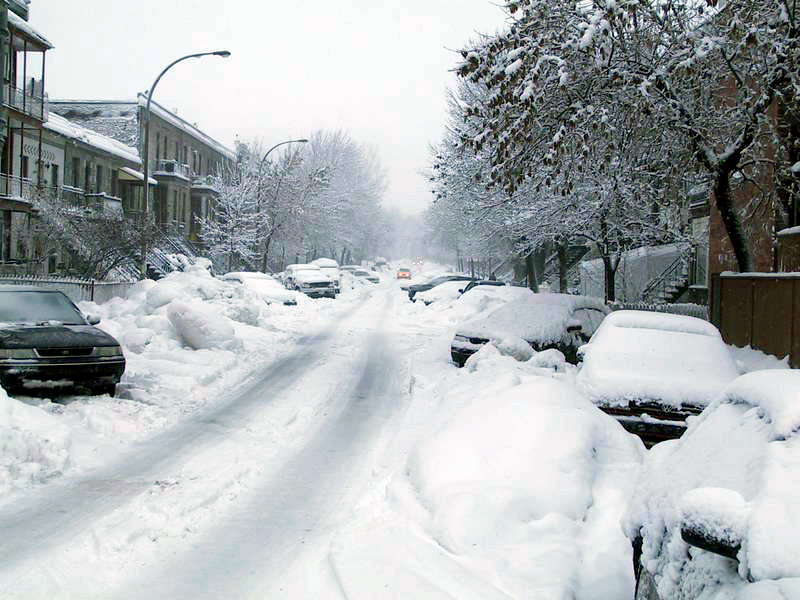
Una escena común en Montreal, los días de invierno.

El clima de Montreal es continental húmedo, con cuatro estaciones bien definidas y variadas. En invierno, la temperatura media de la ciudad es de -8,2 °C (sin tener en cuenta la velocidad del viento), con mínimas entre -40 °C y -10 °C y máximas entre 0 °C y 15 °C. En verano, la media es de 21 °C, con máximas entre 23 °C y 37 °C.
El mes de enero es, con una temperatura media de -10,2 °C, el más frío del año en Montreal mientras que en julio la media es de 20,9 °C, lo que lo hace el mes más caluroso. La temperatura más baja jamás medida es de -37,8 °C el 15 de enero de 1957. La más alta fueron 37,6 °C, observados el 1 de agosto de 1975. Según un estudio publicado el 5 de diciembre de 2005 por el gobierno de Quebec, las regiones del suroeste de la provincia se habrían calentado considerablemente entre 1960 y 2003, presentando un aumento al alza de las temperaturas medias de 1 a 1,25 °C, un recalentamiento mayor que la media planetaria (aproximadamente 0,6 °C).
Las precipitaciones son abundantes en la región. Por término medio, anualmente caen a la ciudad 2,4 metros de nieve, y la lluvia es abundante a lo largo de todo el año, principalmente en verano, la estación más húmeda de la ciudad. La retirada de la nieve de las principales calles y autopistas de la ciudad le cuesta a Montreal más de 50 millones de dólares canadienses al año.[cita requerida]
Además, son habituales las pequeñas precipitaciones de nieve al final de la primavera. Asimismo, es frecuente la aparición del verano indio a principios de otoño. Algunos fenómenos meteorológicos más raros, tales como auroras boreales o tormentas geomagnéticas tienen lugar ocasionalmente. Estas variaciones se deben a la localización de la ciudad en un área donde suelen encontrarse grandes frentes de aire, uno proveniente del Polo Norte, y el otro, de los Estados Unidos.
| Parámetros climáticos promedio de Montreal (Aeropuerto Internacional Pierre Elliott Trudeau) 1981-2010 | Parámetros climáticos promedio de Montreal (Aeropuerto Internacional Pierre Elliott Trudeau) 1981-2010 | Parámetros climáticos promedio de Montreal (Aeropuerto Internacional Pierre Elliott Trudeau) 1981-2010 | Parámetros climáticos promedio de Montreal (Aeropuerto Internacional Pierre Elliott Trudeau) 1981-2010 | Parámetros climáticos promedio de Montreal (Aeropuerto Internacional Pierre Elliott Trudeau) 1981-2010 | Parámetros climáticos promedio de Montreal (Aeropuerto Internacional Pierre Elliott Trudeau) 1981-2010 | Parámetros climáticos promedio de Montreal (Aeropuerto Internacional Pierre Elliott Trudeau) 1981-2010 | Parámetros climáticos promedio de Montreal (Aeropuerto Internacional Pierre Elliott Trudeau) 1981-2010 | Parámetros climáticos promedio de Montreal (Aeropuerto Internacional Pierre Elliott Trudeau) 1981-2010 | Parámetros climáticos promedio de Montreal (Aeropuerto Internacional Pierre Elliott Trudeau) 1981-2010 | Parámetros climáticos promedio de Montreal (Aeropuerto Internacional Pierre Elliott Trudeau) 1981-2010 | Parámetros climáticos promedio de Montreal (Aeropuerto Internacional Pierre Elliott Trudeau) 1981-2010 | Parámetros climáticos promedio de Montreal (Aeropuerto Internacional Pierre Elliott Trudeau) 1981-2010 | Parámetros climáticos promedio de Montreal (Aeropuerto Internacional Pierre Elliott Trudeau) 1981-2010 |
| Mes | Ene.                                                                                                   | Feb.                                                                                                   | Mar.                                                                                                   | Abr.                                                                                                   | May.                                                                                                   | Jun.                                                                                                   | Jul.                                                                                                   | Ago.                                                                                                   | Sep.                                                                                                   | Oct.                                                                                                   | Nov.                                                                                                   | Dic.                                                                                                   | Anual                                                                                                  |
| --- | --- | --- | --- | --- | --- | --- | --- | --- | --- | --- | --- | --- | --- |
| Temp. máx. abs. (°C)                                                                                   | 13.9                                                                                                   | 15.0                                                                                                   | 25.6                                                                                                   | 30.0                                                                                                   | 34.7                                                                                                   | 35.6                                                                                                   | 35.6                                                                                                   | 37.6                                                                                                   | 33.5                                                                                                   | 28.3                                                                                                   | 22.4                                                                                                   | 18.0                                                                                                   | 37.6                                                                                                   |
| Temp. máx. media (°C)                                                                                  | -5.3                                                                                                   | -3.2                                                                                                   | 2.5 | 11.6                                                                                                   | 18.9                                                                                                   | 23.9                                                                                                   | 26.3                                                                                                   | 25.3                                                                                                   | 20.6                                                                                                   | 13.0                                                                                                   | 5.9 | -1.4                                                                                                   | 11.5                                                                                                   |
| Temp. media (°C)                                                                                       | -9.7                                                                                                   | -7.7                                                                                                   | -2.0                                                                                                   | 6.4 | 13.4                                                                                                   | 18.6                                                                                                   | 21.2                                                                                                   | 20.1                                                                                                   | 15.5                                                                                                   | 8.5 | 2.1 | -5.4                                                                                                   | 6.8 |
| Temp. mín. media (°C)                                                                                  | -14.0                                                                                                  | -12.2                                                                                                  | -6.5                                                                                                   | 1.2 | 7.9 | 13.2                                                                                                   | 16.1                                                                                                   | 14.8                                                                                                   | 10.3                                                                                                   | 3.9 | -1.7                                                                                                   | -9.3                                                                                                   | 2.0 |
| Temp. mín. abs. (°C)                                                                                   | -37.8                                                                                                  | -33.9                                                                                                  | -29.4                                                                                                  | -15.0                                                                                                  | -4.4                                                                                                   | 0.0 | 6.1 | 3.3 | -2.2                                                                                                   | -7.2                                                                                                   | -19.4                                                                                                  | -32.4                                                                                                  | -37.8                                                                                                  |
| Precipitación total (mm)                                                                               | 77.2                                                                                                   | 62.7                                                                                                   | 69.1                                                                                                   | 82.2                                                                                                   | 81.2                                                                                                   | 87.0                                                                                                   | 89.3                                                                                                   | 94.1                                                                                                   | 83.1                                                                                                   | 91.3                                                                                                   | 96.4                                                                                                   | 86.8                                                                                                   | 1000.3                                                                                                 |
| Lluvias (mm)                                                                                           | 27.3                                                                                                   | 20.9                                                                                                   | 29.7                                                                                                   | 67.7                                                                                                   | 81.2                                                                                                   | 87.0                                                                                                   | 89.3                                                                                                   | 94.1                                                                                                   | 83.1                                                                                                   | 89.1                                                                                                   | 76.7                                                                                                   | 38.8                                                                                                   | 784.9                                                                                                  |
| Nevadas (cm)                                                                                           | 49.5                                                                                                   | 41.2                                                                                                   | 36.2                                                                                                   | 12.9                                                                                                   | 0.02                                                                                                   | 0.0 | 0.0 | 0.0 | 0.0 | 1.8 | 19.0                                                                                                   | 48.9                                                                                                   | 209.5                                                                                                  |
| Días de precipitaciones (≥ 0.2 mm)                                                                     | 16.7                                                                                                   | 13.7                                                                                                   | 13.6                                                                                                   | 12.9                                                                                                   | 13.6                                                                                                   | 13.3                                                                                                   | 12.3                                                                                                   | 11.6                                                                                                   | 11.1                                                                                                   | 13.3                                                                                                   | 14.8                                                                                                   | 16.3                                                                                                   | 163.3                                                                                                  |
| Días de lluvias (≥ 0.2 mm)                                                                             | 4.2 | 4.0 | 6.9 | 11.6                                                                                                   | 13.6                                                                                                   | 13.3                                                                                                   | 12.3                                                                                                   | 11.6                                                                                                   | 11.1                                                                                                   | 13.0                                                                                                   | 11.7                                                                                                   | 5.9 | 119.1                                                                                                  |
| Días de nevadas (≥ 0.2 cm)                                                                             | 15.3                                                                                                   | 12.1                                                                                                   | 9.1 | 3.2 | 0.07                                                                                                   | 0.0 | 0.0 | 0.0 | 0.0 | 0.72                                                                                                   | 5.4 | 13.0                                                                                                   | 58.9                                                                                                   |
| Horas de sol                                                                                           | 101.2                                                                                                  | 127.8                                                                                                  | 164.3                                                                                                  | 178.3                                                                                                  | 228.9                                                                                                  | 240.3                                                                                                  | 271.5                                                                                                  | 246.3                                                                                                  | 182.2                                                                                                  | 143.5                                                                                                  | 83.6                                                                                                   | 83.6                                                                                                   | 2051.3                                                                                                 |
| Humedad relativa (%)                                                                                   | 74.6                                                                                                   | 73.5                                                                                                   | 73.1                                                                                                   | 72.4                                                                                                   | 73.6                                                                                                   | 78.0                                                                                                   | 81.0                                                                                                   | 84.7                                                                                                   | 86.3                                                                                                   | 83.7                                                                                                   | 80.8                                                                                                   | 79.3                                                                                                   | 78.4                                                                                                   |
| [cita requerida]                                                                                       | | | | | | | | | | | | | |

### Fauna y flora
Montreal comprende una flora y una fauna muy diversificadas de entre la que destaca, entre otras especies, el arce (Acer saccharum), símbolo de la ciudad y de Quebec por su producción de jarabe de arce. La ciudad posee además un rico patrimonio arborícola en sus espacios verdes, parques y calles. Opera su propio vivero de producción de árboles adaptados a las necesidades y restricciones del medio urbano. El Vivero de la Ciudad de Montreal se sitúa en L’Assomption, una localidad al noreste de Montreal.

## Demografía
Montreal posee cerca de 1,8 millones de habitantes (1,6 millones tras la fusión) dentro de sus límites municipales. La Gran Montreal tiene 3 607 000 habitantes, según una estimación del Centro de Estadísticas de Canadá. El gentilicio de la ciudad es Montréalais (masculino) o Montréalaise (femenino) en francés, y Montrealer, en inglés.
Montreal es una ciudad multicultural, pero la ciudad es una excepción en la provincia de Quebec. Mientras que los habitantes de ascendencia francesa tienden a abandonar la ciudad para establecerse en sus suburbios, o incluso en otras ciudades de la provincia, más inmigrantes se establecen en la ciudad. No obstante, al proceder la mayor parte de estos nuevos inmigrantes de países francófonos, el mapa lingüístico no presenta apenas cambios.
La ciudad tiene una gran variedad de etnias y culturas diferentes. Junto con los descendientes franceses e ingleses, coexisten comunidades irlandesas, italianas, judaicas, griegas, árabes, hispánicas, haitianas, hindúes, chinas, alemanas y portuguesas.
Más del 25 % de la población de Montreal es descendiente de dos o más grupos étnicos. Los habitantes no nacidos en el país componen el 20 % de la población de la ciudad.

### Religión
Cerca del 84 % de la población de la ciudad se declara cristiana, la gran mayoría sigue a la Iglesia católica. Esta herencia proviene principalmente los descendientes o inmigrantes franceses, italianos, irlandeses y portugueses. La presencia de las religiones protestantes y ortodoxas, de menor importancia, se debe principalmente a los inmigrantes británicos, alemanes, griegos y libaneses.
Desde la Revolución Tranquila de los años 1960, pocos quebequenses francófonos practican su religión. La proporción de cristianos practicantes en el Quebec es mucho menor que la misma proporción en otros lugares de América del Norte.
Entre las religiones no cristianas, se encuentra en mayoría la musulmana, debido principalmente a la afluencia de nuevos inmigrantes. La comunidad judía de Montreal ha tenido un relativo impacto en los niveles culturales y económicos desde el siglo XVIII. También hay pequeñas comunidades budistas, sikhs, bahaí e hindúes.

### Idiomas
| Francófono (mayoritario) Anglófono (mayoritario) Alófono (mayoritario) | Francófono (minoritario) Anglófono (minoritario) Alófono (minoritario) |

Reparto lingüístico de la lengua materna en la isla de Montreal en 2006.
Francófono (mayoritario)
Anglófono (mayoritario)
Alófono (mayoritario)
Francófono (minoritario)
Anglófono (minoritario)
Alófono (minoritario)

La mayoría de los habitantes de la Comunidad metropolitana de Montreal (aproximadamente el 67,8 %) tienen el francés por lengua materna, una parte de la población es alófona (18,4 %), es decir, que no tiene como lengua materna ni el francés ni el inglés, mientras que aproximadamente el 13,8 % se declara anglófona. En el conjunto de la isla de Montreal (que constituye la ciudad de Montreal), los datos cambian: el 53 % de la población se declara francófona, el 29 % alófona y el 18 % anglófona. Sin embargo, la mayoría de los ciudadanos tienen al menos conocimientos prácticos de las dos lenguas oficiales y la mayoría de los alófonos tienen el francés o el inglés como segunda lengua.[cita requerida]
Cerca del 53 % de los montrealeses son bilingües en francés e inglés, el 29 % habla únicamente el francés (especialmente al este de la isla de Montreal) y el 13 % de los montrealeses hablan solamente el inglés (al oeste de la isla de Montreal). Ciertas personas no son capaces de comunicarse ni en francés ni en inglés. La tendencia que tienen los nuevos inmigrantes de aprender la lengua mayoritaria (el francés) se ha acelerado desde la introducción de la Carta de la lengua francesa durante los años 1970, aunque la mayor parte de los inmigrantes que se instalan en la ciudad provienen de países francófonos. También se hablan bastante en Montreal el italiano, el árabe, el griego, el portugués, el español y el hindi. El uso del francés en el ámbito doméstico, en general, progresa en la comunidad urbana de Montreal.

## Economía
| Air Canada |
| Bombardier |

Desde el siglo XIX hasta mediados del siglo XX, la economía de la ciudad estaba dominada por comerciantes y empresas anglófonas, que mantenían sus ambientes de trabajo casi siempre en inglés. La Ley 101, sin embargo, obligó a cualquier establecimiento y empresa con más de 50 empleados a mantener también el francés en el área de trabajo.[cita requerida]
En 2006, la tasa de desempleo fue del 13,1 % en la isla de Montreal y del 11,2 % en la Comunidad Metropolitana. Los sectores de actividades de la población estuvieron encabezados por los servicios de consumo (25 %) y los servicios gubernamentales, de educación y de salud (20,8 %). A estos les siguieron el sector manufacturero (16,8 %) y los servicios de producción (14,2 %). Menos representativos fueron los servicios de distribución (9,2 %) y el sector de la construcción (2,7 %).

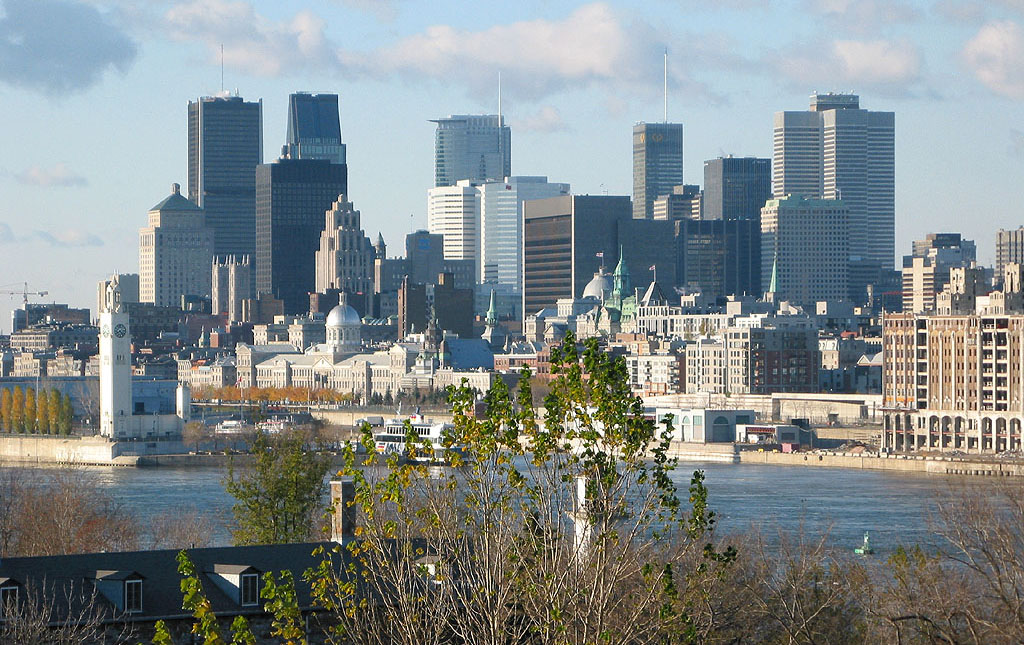
El centro financiero de Montreal.

Siendo el segundo mayor centro financiero del país, Montreal continúa estando entre los principales centros financieros de América. Sus raíces bilingües y su posición estratégica atraen a empresas interesadas en trabajar en el continente norteamericano, especialmente, compañías francesas, dando la ciudad un acceso especial al mercado francés y europeo.
Importantes empresas, tanto compañías canadienses como de otros países poseen oficinas en Montreal, como Microsoft, Google, IBM, Air Canadá, etc. La ciudad también es conocida por el desarrollador de videojuegos Ubisoft Montreal, que emplea a más de 4.000 personas, conocido por franquicias como Assassin's Creed. Montreal es, después de París, el segundo centro económico de habla francesa en el mundo.
En cuanto a las finanzas, la bolsa de valores de la ciudad creada en 1874, la primera de Canadá y la principal del país hasta 1999, ya no mueve más acciones (ahora esto se realiza en la bolsa de valores de Toronto). En la actualidad, está especializada en el cambio y venta de derivatives (contratos de inversión).[cita requerida]

## Infraestructuras

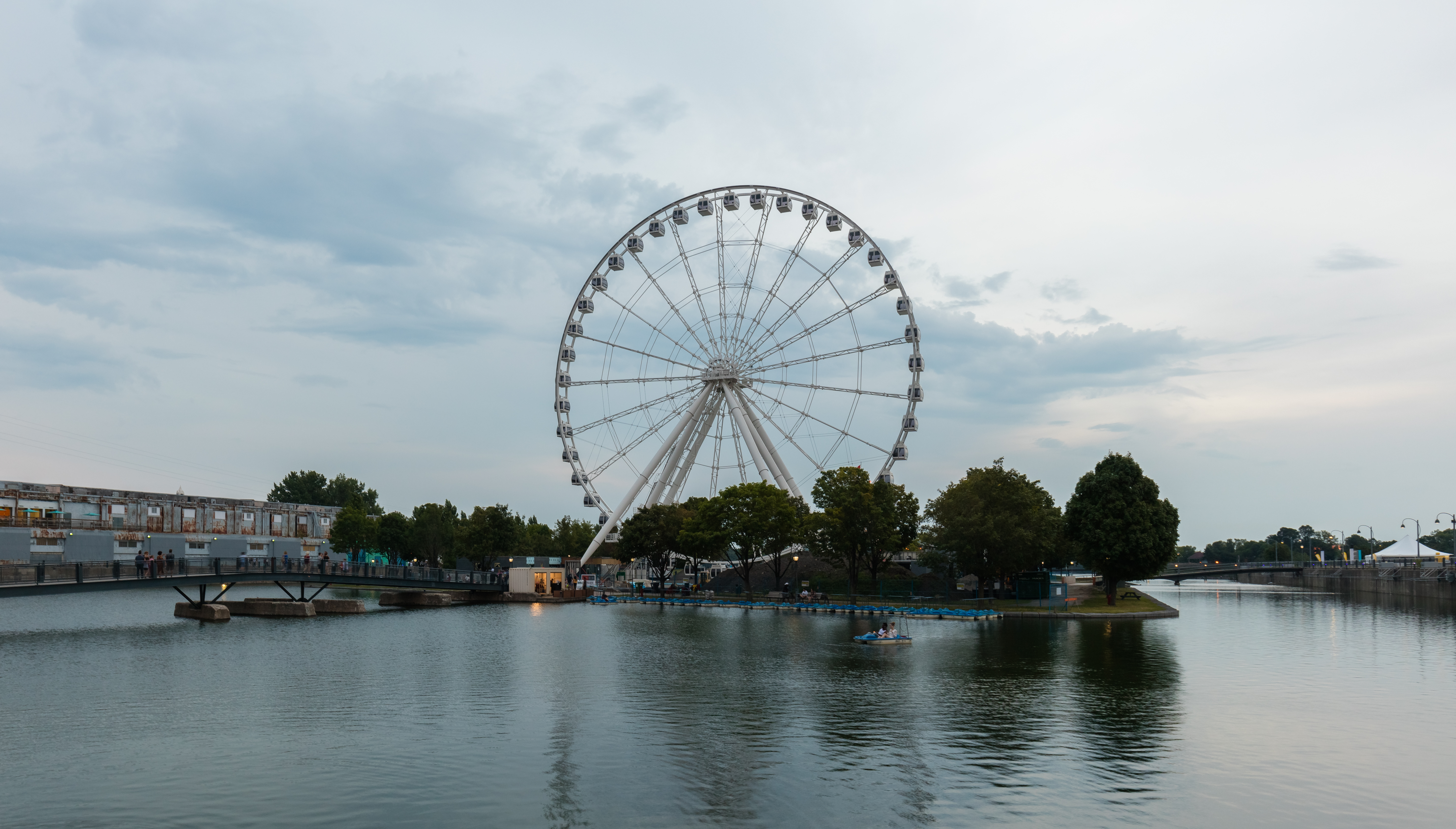
Antiguo Puerto, en la actualidad zona de recreo.

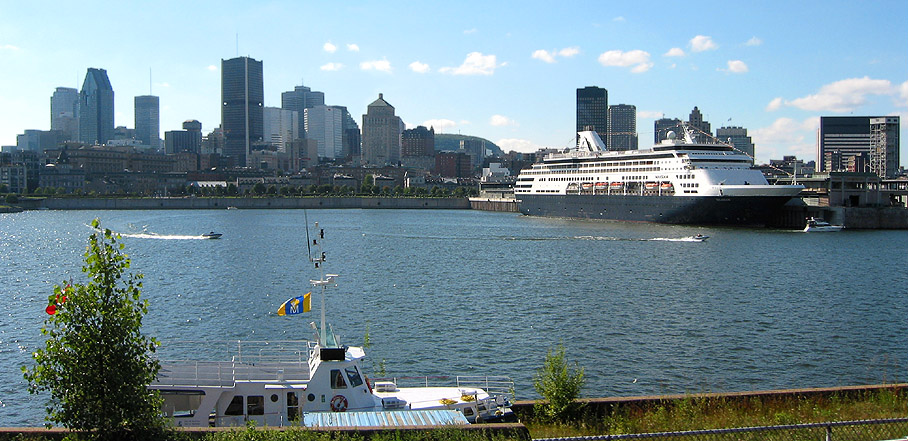
Puerto de Montreal.

Cerca de 5000 fábricas instaladas en Montreal emplean a cerca de un 25 % de la fuerza de trabajo de la ciudad. Montreal es un centro de la industria farmacéutica, de alta tecnología, textil y turística. También produce aparatos electrónicos, equipamientos de transporte y de telecomunicaciones, alimentos industrializados, y es un centro de procesamiento de tabaco.
La región metropolitana de Montreal es uno de los principales centros aeroespaciales del mundo, donde está localizada la mayoría de las fábricas de la Bombardier. La IATA (Asociación de Transporte Aéreo Internacional) y la CAE (productora de simuladores de vuelo) también están radicadas en la ciudad.
Las refinerías de petróleo instaladas en la ciudad producen buena parte de la gasolina del país. La ciudad también es un centro principal de procesamiento de alimentos, gracias a su localización en la provincia, una de las regiones más fértiles del país.
La ciudad posee cerca de 71 sedes de organizaciones internacionales, de las cuales sesenta y siete son organizaciones no gubernamentales (ONG). Entre éstas, las más destacadas son la OACI, la AMA, la IATA y el ISU.

### Transportes

El Puente Jacques-Cartier

Montreal es el mayor centro vial, ferroviario y portuario de Canadá, así como posee el tercer aeropuerto más dinámico del país, el Aeropuerto Internacional Pierre Elliott Trudeau.
Montreal es una ciudad donde está muy desarrollado el transporte público. En 2002, cerca del 33 % de la población activa declaraba desplazarse a sus lugares de trabajo utilizando este modo de transporte, el 52,4 % utilizaban el automóvil en calidad de conductores (el 4,3 % en calidad de pasajero), el 8,2 % iba a pie mientras que el 2 % de los montrealeses preferían la bicicleta. El Metro de Montreal es el sistema de transporte público con mayor número de personas transportadas sobrepasando los 360 millones de pasajeros al año.
En términos de calidad del aire, medida por el índice ICA, las redes de carreteras son responsables del 73 % de las emisiones de monóxido de carbono, en comparación al 4 % de los aviones. Esta tasa relativamente baja para el transporte aéreo se debe en parte a la aplicación de normas bastante recientes de la OACI.

## Educación

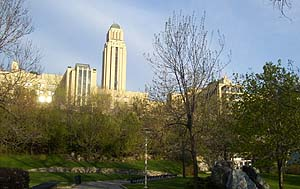
Universidad de Montreal.

Existen dos sistemas públicos de escuelas públicas en la ciudad, uno (Commission scolaire Marguerite-Bourgeoys, Commission scolaire de Montréal (antes Comisión de escuelas católicas de Montreal) y Commission scolaire de la Pointe-de-l'Île) encargado de atender a alumnos inmigrantes y nativos en francés (lengua oficial de la provincia), y otro para atender a alumnos anglófonos nativos de Quebec. Los padres también pueden optar por dejar a sus hijos en el sistema privado de enseñanza, que está subsidiado por el municipio.
La tasa de alumnos que estudiaban en escuelas privadas de la ciudad era la mayor de todo Canadá: aproximadamente un 24 % de los alumnos.
Montreal posee la mayor población universitaria per cápita de América del Norte, debido a sus cuatro universidades, dos de ellas muy reconocidas en América del Norte:
- la Universidad McGill (que imparte sus clases principalmente en inglés) y
- la Universidad de Montreal (que lo hace en francés).

Otras universidades de la región metropolitana de Montreal son:
- la Universidad Concordia, (anglófona)
- la Universidad de Quebec en Montreal, y
- la Universidad de Sherbrooke en la ciudad vecina de Longueuil.

Las universidades de Montreal cuenta con varias facultades. Dos de ellas especializadas en ingeniería situadas en el centro de la ciudad. La Escuela Superior de Tecnología (École de technologie supérieure) que es parte de la Universidad de Quebec y la Escuela Politécnica de Montreal (École Polytechnique de Montréal) que es parte de la Universidad de Montreal.
El sistema de bibliotecas públicas de Montreal comprende la gran biblioteca central (Biblioteca y archivos nacionales de Quebec), y la red de bibliotecas alrededor de la ciudad. A pesar de que la mayoría de las ediciones de enciclopedias y otros libros importantes están en francés, pueden encontrarse en inglés otras colecciones, libros y revistas, e incluso en otros idiomas, de los cuales los más comunes son el italiano, chino, portugués, español y árabe, entre otros.

## Cultura

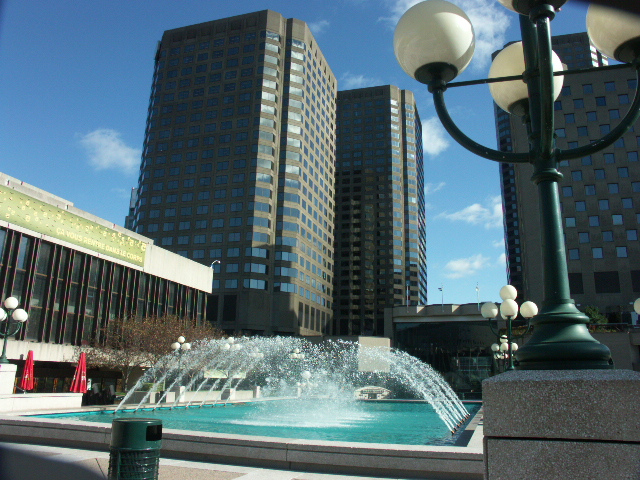
Fuente en el tejado de la Place des Arts

Montreal ha sido denominada por la revista Monocle como "Capital Cultural de Canadá" y es reconocida internacionalmente por su efervescencia cultural, siendo además uno de los 3 mayores centros turísticos de Canadá, junto con Toronto y Vancouver.
La ciudad posee numerosos museos, desde el museo de arqueología e historia de Montreal pasando por el Museo de Bellas Artes o incluso el Musée Juste pour rire, sin contar los numerosos teatros. Entre estos, destacan en particular, el Théâtre St-Denis, el Théâtre du Rideau Vert y el Théâtre du Nouveau Monde. El complejo cultural de la Place des Arts aloja el Museo de arte contemporáneo y varios teatros. Es la sede de la Ópera de Montreal y de la Orquesta Sinfónica de Montreal. Desde 2007, Montreal tiene un nuevo barrio en su centro, el Barrio de los espectáculos.

### Eventos

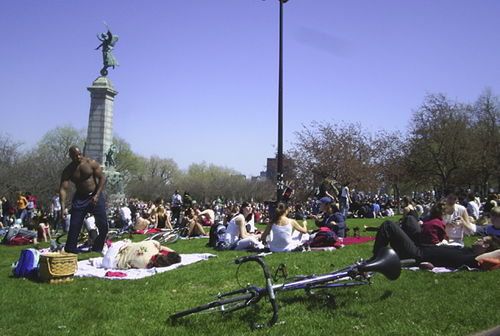
Tam-tams del monte Royal.

Más de 40 festivales tienen lugar cada año en Montreal. Como consecuencia de los rigurosos inviernos, la mayoría de éstos tienen lugar durante el periodo estival, como por ejemplo el famoso Festival Internacional de Jazz de Montreal o incluso FrancoFolies de Montreal. Con ocasión del Festival de Jazz, grandes secciones de las calles del centro de la ciudad se cortan para dejar sitio a escenas exteriores, lugares de espectáculos gratuitos, y a la circulación peatonal. La ciudad también acoge numerosos festivales musicales y cinematográficos. El Festival Internacional de Cine de Montreal tiene lugar en esta ciudad desde 1977 y está reconocido como de categoría A por la FIAPF (Federación Internacional de Productores de Films). Cabe destacar también la competición de fuegos artificiales de Montreal, Les Feuxs Loto-Quebec, la competición de fuegos artificiales con más prestigio del mundo, donde los mejores pirotécnicos optan cada año a hacerse un lugar entre los 11 competidores del certamen, todo ello por conseguir un Júpiter de oro, plata o bronce. Tienen lugar los miércoles y sábados del mes de julio.
Cada domingo de verano, una cierta cantidad de gente se reúne para asistir a los Tam-tams del monte Royal, una cita intercultural y musical muy popular, sobre todo entre los jóvenes. El centro de la concentración es el monumento a Sir George-Étienne Cartier, en el parque Mont-Royal.
Montreal es uno de los mayores centros homosexuales de América del Norte, ya que posee uno de los mayores distritos gais del continente. Su festival del Orgullo Gay es el segundo mayor de América del Norte, solo detrás del realizado en Toronto.

### Arquitectura y urbanismo

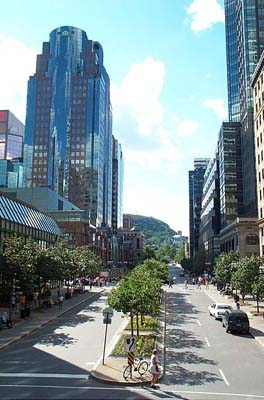
Avenida McGill College, en el centro de la ciudad.

El Boulevard Saint-Laurent, la principal avenida de Montreal, es una muestra de la diversidad cultural de la ciudad, donde están localizadas tiendas, restaurantes y comunidades portuguesas, griegas, judías, rusas, ucranianas y latinoamericanas. Además de eso, la calle corta el centro financiero y los barrios de Chinatown y la Petite Italie (originalmente, un barrio de inmigrantes italianos).
El Montreal subterráneo (RÉSO) es una popular alternativa urbana a la rigurosidad del invierno y a la humedad del verano. En efecto, Montreal posee cerca de 30 km de corredores peatonales subterráneos que permiten acceder a los principales atractivos y edificios del centro de la ciudad (del Centre Bell hasta la Place des Arts) evitando exponerse a la intemperie.
En el centro financiero de la ciudad, se encuentra la Place Ville-Marie, uno de los edificios más altos de la ciudad que con sus 188 metros de altura forma el núcleo del RÉSO, donde está localizado el mayor centro comercial subterráneo del mundo (con más de 1600 tiendas). También están el Boulevard René-Levésque, donde está localizada la mayor parte de los rascacielos de la ciudad, la turística rue Sainte-Catherine que ofrece centros comerciales, grandes tiendas, teatros y restaurantes, y la no menos transitada rue Sherbrooke, con sus lujosas tiendas y galerías de arte.
Un área importante en el centro de la ciudad es el Barrio Internacional de Montreal que fue revitalizado entre 2000 y 2001. Posee varias plazas, y allí está localizado el Palacio de congresos que fue construido antes de la puesta en marcha del plan de revitalización. Cerca de allí está el Vieux Montréal (Viejo Montreal) con diversas atracciones como el Puerto antiguo de la ciudad, el edificio Jacques-Cartier y la Basílica Notre-Dame de Montreal. La ciudad, en efecto, es reputada por su abundancia en edificios religiosos, entre los cuales se encuentra el Oratorio de San José (iglesia más grande de Canadá cuya cúpula es la segunda más grande del mundo), la Capilla Notre-Dame-de-Bon-Secours, la primera iglesia de Montreal, así como la ya citada basílica, la segunda mayor iglesia de América.
Otras iglesias famosas conocidas para la peregrinación son Nuestra Señora del Buen Socorro (llamada de los marineros) y la Catedral de Cristo (anglicana), que fue levantada completamente desde sus cimientos y suspendida en el aire durante la construcción de una parte del metro de la ciudad. Estas obras le han valido a Montreal su apodo de «ciudad de los cien campanarios».
Un toque arquitectónico particular de la ciudad es la presencia de las escaleras fuera de varios edificios de apartamentos de dos a cuatro pisos, con el objetivo de economizar espacio interno.

Vista nocturna de Montreal desde Belvedere Kondiaronk, "chalet du Mont Royal".

#### Monumentos

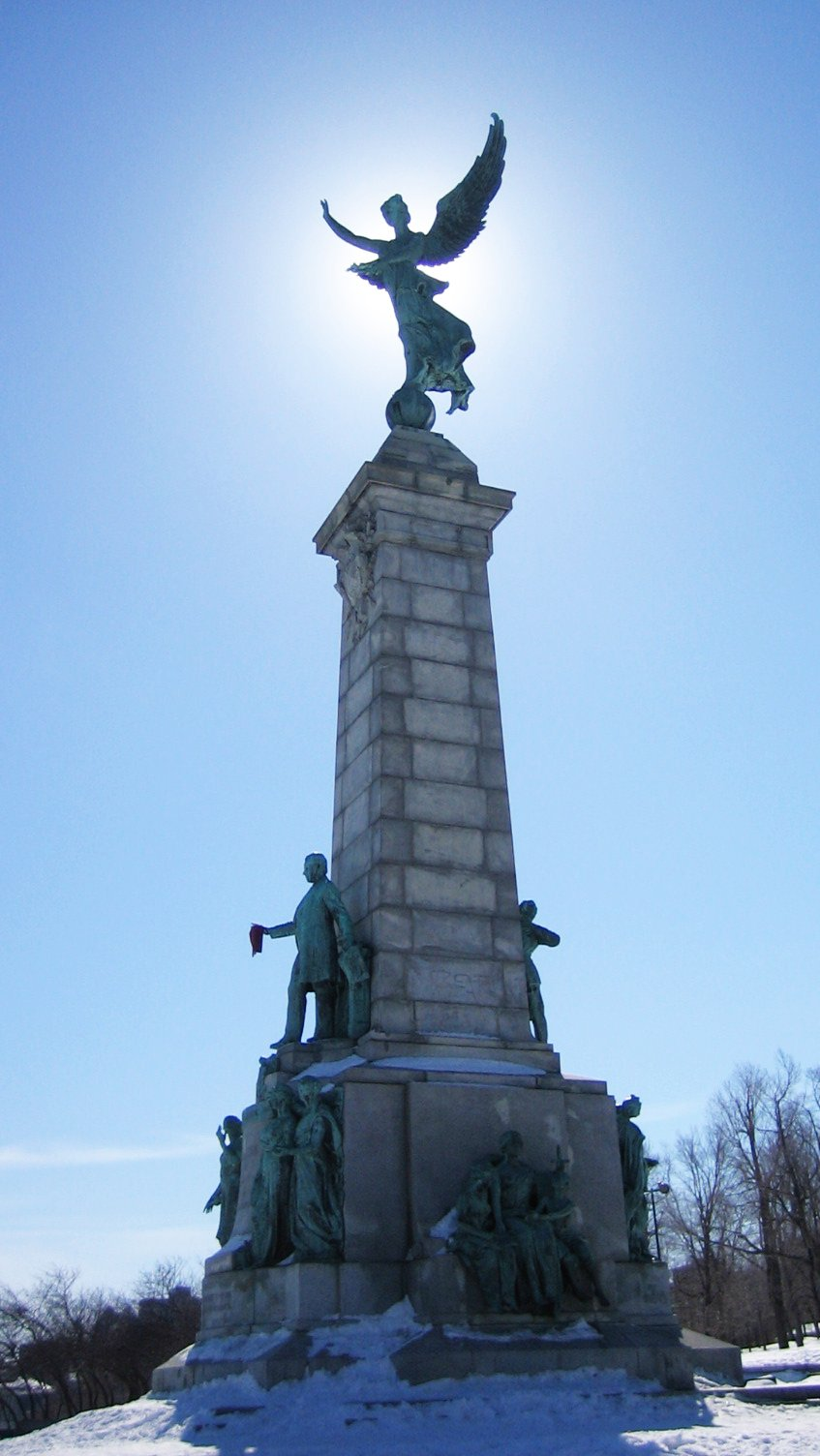
Monumento a George-Étienne Cartier.

La época de los exploradores franceses es conmemorada por la conservación de dos de sus casas. La de Antoine de Lamothe-Cadillac, fundador de la ciudad de Detroit, se sitúa en el ángulo que forman las calles Notre-Dame y Saint-Laurent. La de René Robert Cavelier de La Salle, célebre explorador de la región del río Misisipi, se encuentra en el ángulo de las calles Saint-Paul y Saint-Pierre, en el Vieux-Montreal. La Société Notre-Dame de Montréal que fundó Ville-Marie es conmemorada por un obelisco situado en la Place d’Youville y su principal fundador, Paul Chomedey de Maisonneuve, por una estatua en el centro de la Place d'Armes.
El paso al régimen británico es conmemorado por la Columna Nelson, uno de los monumentos más controvertidos de la ciudad, situado en la Plaza Jacques-Cartier, así como la estatua de la reina Victoria, en la Square Victoria. Un monumento a Sir George-Étienne Cartier, uno de los padres de la confederación canadiense, preside la entrada del parque Mont-Royal.
El catolicismo es también parte integrante de la cultura montrealesa y quebequesa. La Pietà, que data de 1855 y está situada en el Mausolée La Pietà del cementerio Notre-Dame-des-Neiges, es una réplica a tamaño real de la escultura de Miguel Ángel de la basílica de San Pedro de la Ciudad del Vaticano.

### Parques y espacios verdes

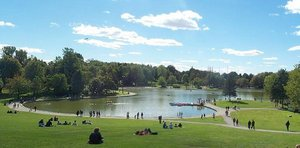
El Lac-aux-Castors (Parque del Monte Royal).

Montreal posee centenares de parques y áreas verdes dentro de la ciudad y en las islas que rodean la Isla de Montreal. Entre los más famosos están el Monte Royal, que forma parte de un inmenso parque urbano, localizado en Montreal y en la ciudad vecina de Mont-Royal. El centro financiero de la ciudad está localizado al pie de la colina. También se destaca el Parque Jean-Drapeau y su Biosphère de Montreal (creada para la Expo 67), el Parque René-Lévesque, y el Complexe environnemental Saint-Michel.

El Jardín Botánico, inaugurado en 1931, es el segundo mayor del mundo, solo por detrás del Real Jardín Botánico de Kew, en Inglaterra.
Tomando como base la ciudad de Montreal, se puede acceder a algunos circuitos recreativos o turísticos. Entre ellos se encuentran la cadena montañosa de las Laurentides —entre sus montañas podemos destacar el Mont-Tremblant, una importante estación de esquí—, la ruta de los vinos de Estrie y el Mont-Saint-Hilaire, reconocido por la Unesco como la primera reserva de la biosfera de Canadá.

### Medios de comunicación

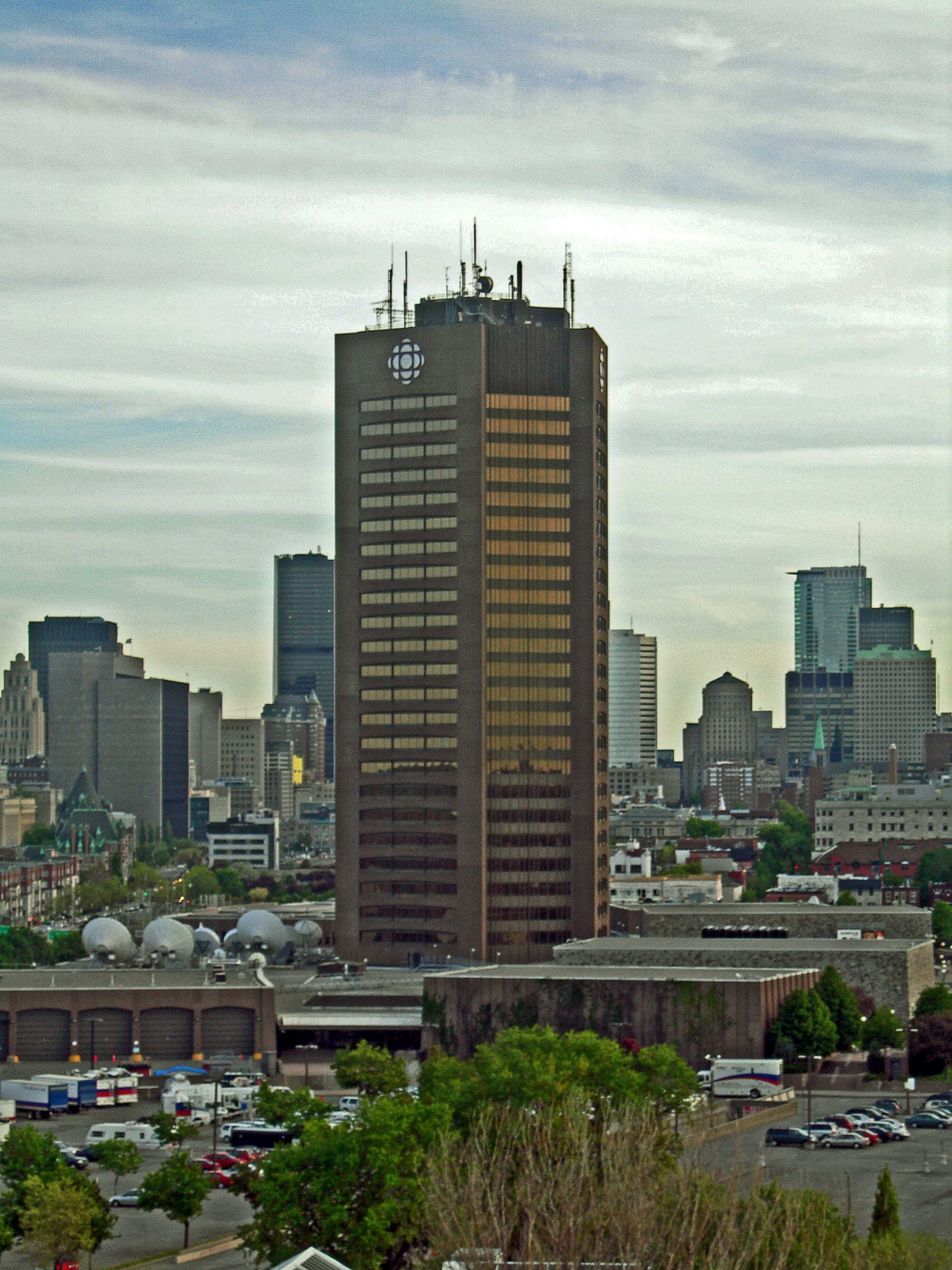
El edificio de Radio-Canadá

Montreal tiene 28 cadenas de radio (17 en francés, 10 en inglés y 1 bilingüe), 9 de televisión (5 en francés y 4 en inglés), 4 periódicos diarios (3 en francés y 1 en inglés), además de otros varios periódicos comunitarios, publicados semanalmente, en francés, inglés y otros idiomas.
Los tres periódicos diarios en francés son La Presse, Le Journal de Montréal y Le Devoir. Le Journal de Montréal es el periódico de mayor tirada en Quebec, y también el periódico francófono de mayor difusión en América del Norte.
Montreal Gazette es el único periódico diario publicado en inglés en la ciudad y también el más antiguo (fue fundado en 1778).

### Gastronomía
Se encuentra en Montreal una importante cultura de los cafés, un poco al modelo francés.

### Deportes

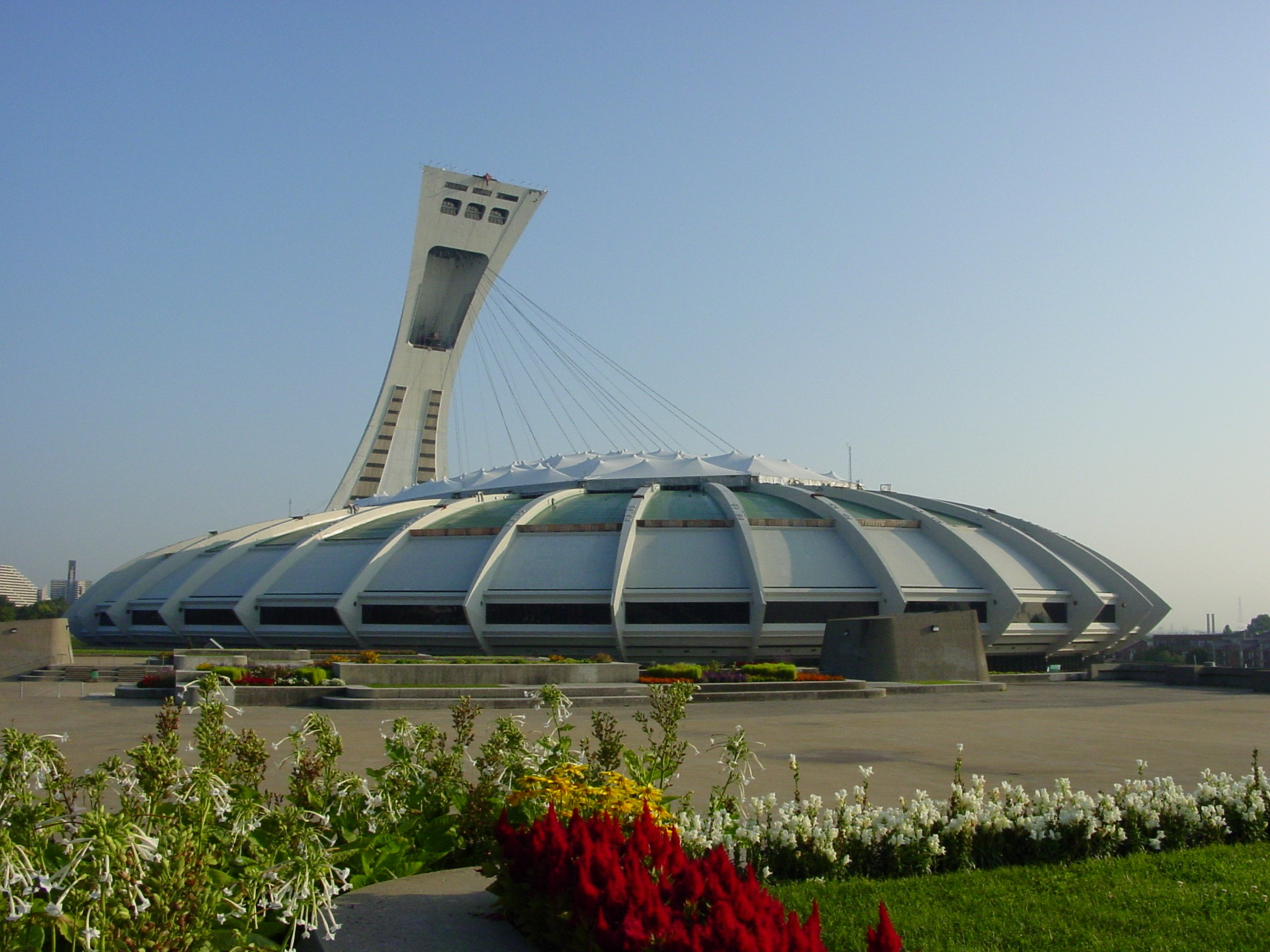
El Estadio Olímpico de Montreal posee la mayor torre inclinada del mundo (175 m de altura).

El deporte más famoso y practicado en la ciudad es el hockey. La historia de este deporte, de hecho, comienza en Montreal. El principal equipo de la ciudad son los Canadiens de Montreal, un equipo de hockey de la NHL, campeón de la Copa Stanley 24 veces, siendo el equipo que más veces la ha ganado en su historia. Por otra parte, los Alouettes de Montreal, parte de la Canadian Football League (CFL), han sido campeones de la Grey Cup 7 veces. Finalmente, esta el Montreal Impact de la Major League Soccer (MLS) de Estados Unidos, que ha sido campeón 2 veces en otros torneos (1994 de la APLS y 2004 de la A-League). Entre 1977 y 2004 tuvieron equipo en la Major League Baseball (MLB) estadounidense, los Montreal Expos.
En cuanto al automovilismo, Montreal es sede del Gran Premio de Canadá de Fórmula 1, así como del Champ Car Gran Premio de Montreal de la entonces Championship Auto Racing Teams, ambos desarrollados en el Circuito Gilles Villeneuve. En ciclismo de ruta es sede del Gran Premio de Montreal, prueba ciclista de un día que es parte del UCI WorldTour. En tenis es sede de torneo Masters de Canadá, válido como Master 1000 en masculino y femenino.
La ciudad ha sido sede de los Juegos Olímpicos de Montreal 1976, los World Outgames 2006 (Juegos Olímpicos de la comunidad LGBT) —ambos realizados en el Estadio Olímpico de Montreal—, el Campeonato Mundial de Natación de 2005 de la FINA y el Campeonato Mundial de Gimnasia Artística de 2017.
| Equipo                     | Deporte            | Competición                  | Estadio                      | Creación  |
| -------------------------- | ------------------ | ---------------------------- | ---------------------------- | --------- |
| Montreal Canadiens         | Hockey sobre hielo | NHL                          | Centre Bell                  | 1909      |
| Club de Foot Montréal      | Fútbol             | Major League Soccer          | Estadio Saputo               | 2010      |
| Montreal Alouettes         | Fútbol canadiense  | Canadian Football League     | Stade Percival-Molson        | 1946      |
| Montreal Expos (extinto)   | Béisbol            | Liga Nacional                | Estadio Olímpico de Montreal | 1977-2004 |
| Montreal Manic (extinto)   | Fútbol             | North American Soccer League | Estadio Olímpico de Montreal | 1981-1983 |
| Montreal Maroons (extinto) | Hockey sobre hielo | NHL                          | Forum de Montreal            | 1924-1938 |

### Símbolos

Bandera de Montreal

Las flores de la bandera y del escudo de la ciudad son símbolos de Francia, de Inglaterra, Escocia e Irlanda.
- La flor de lis de la Casa de Borbón. Este emblema representa, en el primer cantón del escudo, el elemento francés, que fue el que primero tomó posesión del suelo montrealés.

- La rosa de la Casa de Lancaster. Se sitúa en el segundo cantón y simboliza el elemento de origen inglés.

- El cardo. Este emblema representa, en el tercer cantón del escudo, el elemento de origen escocés de la población.

- El trébol de Irlanda. En el cuarto cantón del escudo, el trébol recuerda la presencia del elemento de origen irlandés que se estableció en suelo montrealés.

## Ciudades hermanadas
| Ciudades con: Hermanamientos Convenios Hermanamientos y Convenios | Ciudades con: Hermanamientos Convenios Hermanamientos y Convenios | Ciudades con: Hermanamientos Convenios Hermanamientos y Convenios | Ciudades con: Hermanamientos Convenios Hermanamientos y Convenios | Ciudades con: Hermanamientos Convenios Hermanamientos y Convenios | Ciudades con: Hermanamientos Convenios Hermanamientos y Convenios | Ciudades con: Hermanamientos Convenios Hermanamientos y Convenios | Ciudades con: Hermanamientos Convenios Hermanamientos y Convenios |
| ----------------------------------------------------------------- | ----------------------------------------------------------------- | ----------------------------------------------------------------- | ----------------------------------------------------------------- | ----------------------------------------------------------------- | ----------------------------------------------------------------- | ----------------------------------------------------------------- | ----------------------------------------------------------------- |

| - Argel, Argelia (1999) - Ámsterdam, Países Bajos - Boston, Estados Unidos - Bruselas, Bélgica - Casablanca, Marruecos - Bucarest, Rumanía - Beerseba, Israel - Busan, Corea del Sur (2000) - Hiroshima, Japón (1998) - Hanói, Vietnam (1997) - Lima, Perú | - Lucknow, India (2000) - Lyon, Francia (1979) - Manila, Filipinas (2005) - Managua, Nicaragua - Milán, Italia (1996) - París, Francia (2006, pacto de amistad y cooperación) - Puerto Príncipe, Haití (1995) - Roma, Italia - San Salvador, El Salvador (2001) - Shanghái, China (1985) - Ereván, Armenia (1998) |

| Predecesor: Buenos Aires | Sede de las Conferencias de las Naciones Unidas sobre el cambio climático 2005 | Sucesor: Nairobi |
| Predecesor: Amberes      | Capital Mundial del Libro 2005                                                 | Sucesor: Turín   |